# Европско првенство у атлетици у дворани 1971 — штафета 4 х 400 метара за жене
Такмичење штафета 4 х 400 метара у женској конкуренцији била је први пут на програму другог Европског првенства у атлетици у дворани 1971. одржаном у Фестивалској дворани у Софији 14. марта.
Учествовало је 12 такмичарки у 3 штафете из исто толико земаља.

## Рекорди
Извор:
| Рекорди пре почетка Европског првенства у дворани 1971.     | Рекорди пре почетка Европског првенства у дворани 1971.          | Рекорди пре почетка Европског првенства у дворани 1971. | Рекорди пре почетка Европског првенства у дворани 1971. | Рекорди пре почетка Европског првенства у дворани 1971. | Рекорди пре почетка Европског првенства у дворани 1971. |                                            |
| ----------------------------------------------------------- | ---------------------------------------------------------------- | ------------------------------------------------------- | ------------------------------------------------------- | ------------------------------------------------------- | ------------------------------------------------------- | ------------------------------------------ |
| Светски рекорд у дворани                                    | Није било регистрованих резултата ове трке                       | Није било регистрованих резултата ове трке              | Није било регистрованих резултата ове трке              | Није било регистрованих резултата ове трке              | Није било регистрованих резултата ове трке              | Није било регистрованих резултата ове трке |
| Европски рекорд у дворани                                   | Није било регистрованих резултата ове трке                       | Није било регистрованих резултата ове трке              | Није било регистрованих резултата ове трке              | Није било регистрованих резултата ове трке              | Није било регистрованих резултата ове трке              | Није било регистрованих резултата ове трке |
| Рекорди европских првенстава                                | Није било регистрованих резултата ове трке                       | Није било регистрованих резултата ове трке              | Није било регистрованих резултата ове трке              | Није било регистрованих резултата ове трке              | Није било регистрованих резултата ове трке              | Није било регистрованих резултата ове трке |
| Рекорди после завршеног Европског првенства у дворани 1971. |                                                                  |                                                         |                                                         |                                                         |                                                         |                                            |
| Светски рекорд                                              | Љубов Финогенова Галина Комардина Вера Попкова Људмила Аксјонова | Совјетски Савез                                         | 3:36,6                                                  | Софија, Бугарска                                        | 14. март 1973.                                          |                                            |
| Европски рекорд у дворани                                   | Љубов Финогенова Галина Комардина Вера Попкова Људмила Аксјонова | Совјетски Савез                                         | 3:36,6                                                  | Софија, Бугарска                                        | 14. март 1973.                                          |                                            |
| Рекорди европских првенстава                                | Љубов Финогенова Галина Комардина Вера Попкова Људмила Аксјонова | Совјетски Савез                                         | 3:36,6                                                  | Софија, Бугарска                                        | 14. март 1973.                                          |                                            |

## Резултати
Због малог броја учесника одржана је само финална трка, а све три штафете су освојиле по медаљу.

### Коначан пласман
Извор:
| Пласман | Атлетичар                                                           | Земља           | Резултат | Белешка |
| ------- | ------------------------------------------------------------------- | --------------- | -------- | ------- |
|         | Љубов Финогенова, Галина Комардина, Вера Попкова, Људмила Аксјонова | Совјетски Савез | 3:36,6   |         |
|         | Гизела Алемајер, Гизела Еленбергер, Анета Рикес, Христа Czekay      | Западна Немачка | 3:39,6   |         |
|         | Светла Колева, Стефка Јорданова, Дсена Бинева, Тонка Петрова        | Бугарска        | 3:47,8   |         |